# San Perlita (Teksas)
San Perlita je grad u američkoj saveznoj državi Teksas. Prema popisu stanovništva iz 2010. u njemu je živjelo 573 stanovnika.